# Archivo General del Estado de Hidalgo
El Archivo General del Estado de Hidalgo (AGEH) es el archivo del estado de Hidalgo. Es un organismo público, dotado de plena capacidad, personalidad jurídica y patrimonio propio. El acervo que resguarda el AGEH, es relativo a la memoria de la administración pública, está compuesto por documentación que se remonta al siglo XVI.

## Historia
El antecedente que se tiene sobre la creación del Archivo, fue el proyecto que se presentó al Congreso del estado de Hidalgo el 22 de septiembre de 1954; pero el AGEH fue creado legalmente el 1 de diciembre de 1980 por Decreto publicado en el Periódico Oficial. Aunque fue hasta 1986 que el gobierno estatal emprendió un programa de Modernización de los Servicios Archivísticos, en el que se contempló la creación del Archivo General del Estado de Hidalgo (AGEH) con un edificio propio, y en marzo de 1987 fue inaugurado.
La función básica del AGEH fue, hasta marzo de 1993, el de ser un Archivo de Concentración. En 1994, las nuevas políticas del manejo, condujeron al mejoramiento de sus servicios archivísticos. En este contexto, y debido a la necesidad de contar con un Archivo Histórico debidamente organizado e identificado, nació el proyecto para crear un Archivo Histórico. De esta forma, en 1994, el Archivo de Concentración y el Archivo Histórico quedaron separados.
El 21 de enero de 2004, el AGEH obtuvo la certificación del proceso de administración documental del Archivo de Concentración, bajo la Norma ISO 9001-2000. En 2005, el AGEH se integró a la Dirección General de Patrimonio Inmobiliario y Archivo.

## Edificio
La construcción es de tipo ecléctica, y fue construida durante el Porfiriato. El edificio consta de dos niveles; la fachada en donde se encuentra el acceso por un arco rebajado y con una ornamentación en la parte superior de la puerta, así como las ventanas que constan de un arco rebajado y una ornamentación en la parte superior. Los balcones están apoyados en unas ménsulas, en las ventanas en la parte superior cuentan con pilastras estriadas unidas al muro con un capitel dórico y el friso termina en triangular recto abierto por debajo y curvo, y como remate de superior se localiza una balaustrada sostenida sobre unas ménsulas a lo largo de la misma.

## Áreas
- Biblioteca: Esta área está conformada por 8619 volúmenes los cuales están la mayor parte especializados en los siguientes temas: Administración Pública Federal, Estatal, Historia de México e Hidalgo y de Archivonomía y Biblioteconomía.[5]

- Archivo de Concentración: Área responsable de recibir transferencias primarias de los archivos de Trámite del Poder Ejecutivo, así como el de su archivación, préstamo y disposición final de los documentos.[5]

- Archivo Histórico: Área responsable de conservar, describir, prestar y difundir la memoria histórica del Estado.[5] Se cuenta con ocho catálogos de los Fondos Documentales de Tula, Atotonilco El Grande e Ixmiquilpan: un inventario análitico del Registro de lo Familiar,[5] tres inventarios someros de los fondos: Hospital Civil, Sindicato Minero y Patrimonio Indígena del Valle del Mezquital,[5] y por último un catálogo de la fototeca haciendo un total aproximadamente de dos kilómetros de documentos históricos.[5]

- Fototeca : Área dependiente del Archivo Histórico, tiene como objetivo el de conservar, describir, presar y difundir el acervo fotográfico, cuenta con un catálogo de 3600 fotografías de las cuales abarcan un período de 1880 a 1994.[5]

- Hemeroteca: Esta área tiene como función principal el préstamo de periódicos como apoyo a la gestión administrativa y a la investigación.[5] Se cuenta con el Diario Oficial de la Federación, Periódico Oficial del Estado de Hidalgo y algunas colecciones de periódicos y revistas comerciales de diferentes épocas, haciendo un total de 120 217 ejemplares.[5]

- Imprenta: Área encargada de apoyar las actividades de impresión encuadernación, difusión y conservación de los Archivos de Concentración e Histórico.[5]

- Informática: Área encargada de apoyar a los departamentos en: captura, elaboración de formatos, impresión, así como el de automatizar la información para un mejor servicio al público.

## Archivo histórico
En cuanto a los fondos históricos, se pueden mencionar los cuatro siguientes: Atotonilco el Grande, Ixmiquilpan, Tula y Fototeca. El primer y segundo grupo están integrados únicamente por la sección de Gobierno, con una serie de Bandos y Decretos. El fondo Tula cuenta con documentación que arranca desde el siglo XVI. Este grupo está conformado por las secciones de Justicia, Gobierno y Patrimonio Indígena del Valle del Mezquital.
Estas, a su vez, se organizan en dos series, una de Hacienda y otra de Tesorería, catalogadas totalmente con fichas agrupadas en cuatro tomos. La sección de Gobierno comprende una serie de Estadística y Fomento, con un buen catálogo en dos tomos e incorpora la sección Registro de lo familiar. Dichos catálogos permiten percibir el potencial de estos expedientes. Los temas de historia económica son los más favorecidos con esta información, lo que no obsta para propiciar otras investigaciones en el ámbito social, como la demografía o los estudios políticos.
La sección Patrimonio Indígena del Valle Del Mezquital cuenta también con un catálogo. La sección Justicia posee dos series: Administración de Justicia y Juicios Civiles y Criminales. Esta última cuenta desde 2006 con un catálogo digital. Como parte también del fondo Tula están las series de Bandos y Decretos, la de Milicia y la muy importante de Instrucción Pública.